# S/2004 (139775) 1
S/2004 (139775) 1 é o objeto secundário do corpo celeste denominado de (139775) 2001 QG298. Ele é um objeto transnetuniano que tem cerca de 117 km de diâmetro e orbita o corpo primário a uma distância de 240 km.